# 佐喜眞美術館
佐喜眞美術館（さきま びじゅつかん、SAKIMA ART MUSEUM）は、沖縄県宜野湾市にある私立美術館。

## 概要
一部返還された普天間飛行場の用地に1994年に開館した（このため美術館の周りは殆どが飛行場の柵で囲まれている）。丸木位里・俊夫妻による「沖縄戦の図」の常設展示のほか、企画展や演奏会の開催もある。ケーテ・コルヴィッツや上野誠、草間彌生、ジョルジュ・ルオーなどを所蔵している。
建物外観はコンクリート打ち放し、芝生庭園側の正面は弧を描く形状である。屋上からは普天間飛行場を見渡すことができ、屋上の階段は慰霊の日（6月23日）の太陽の日没線にあわせて設計されている。

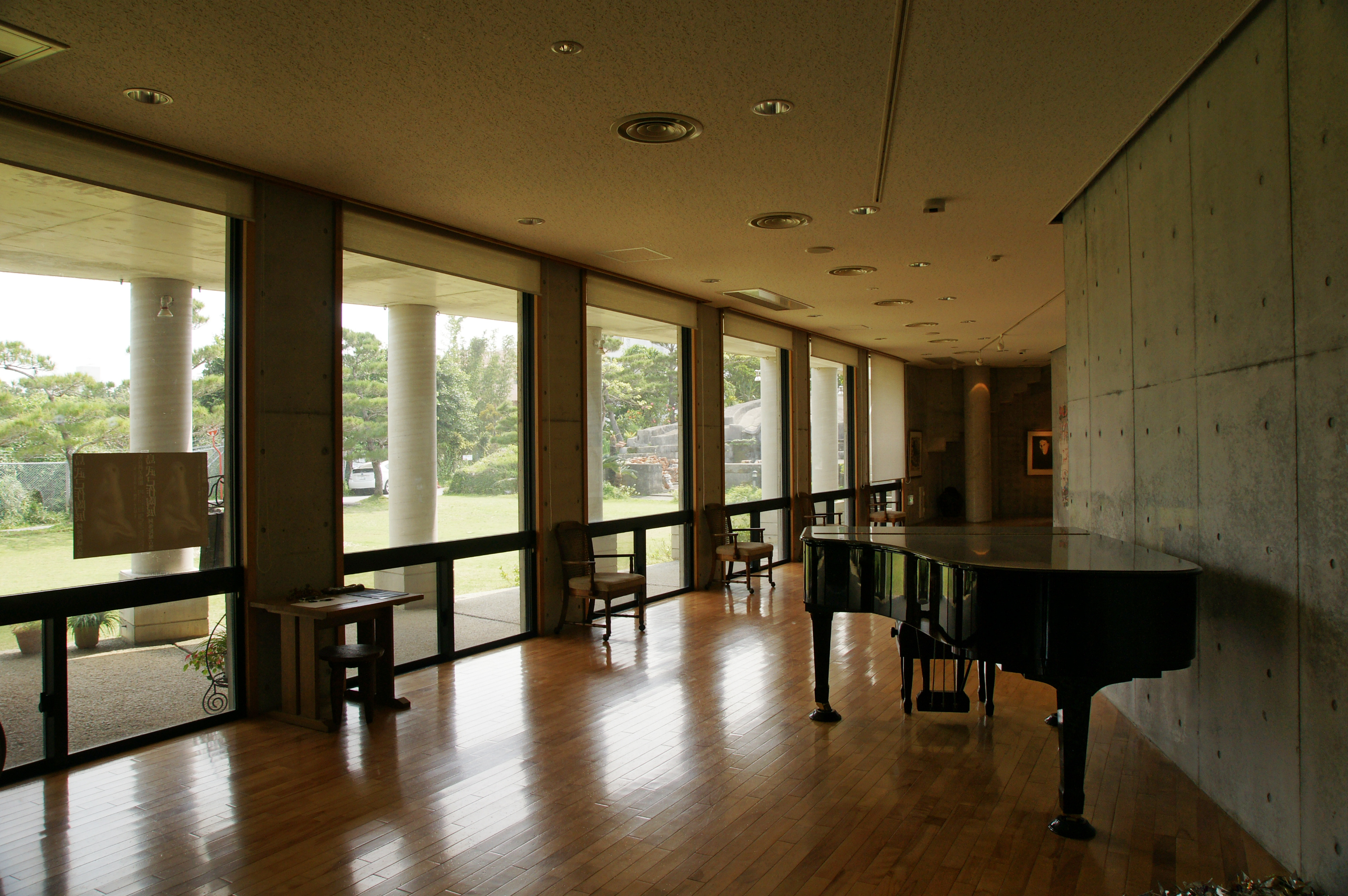
エントランスロビー
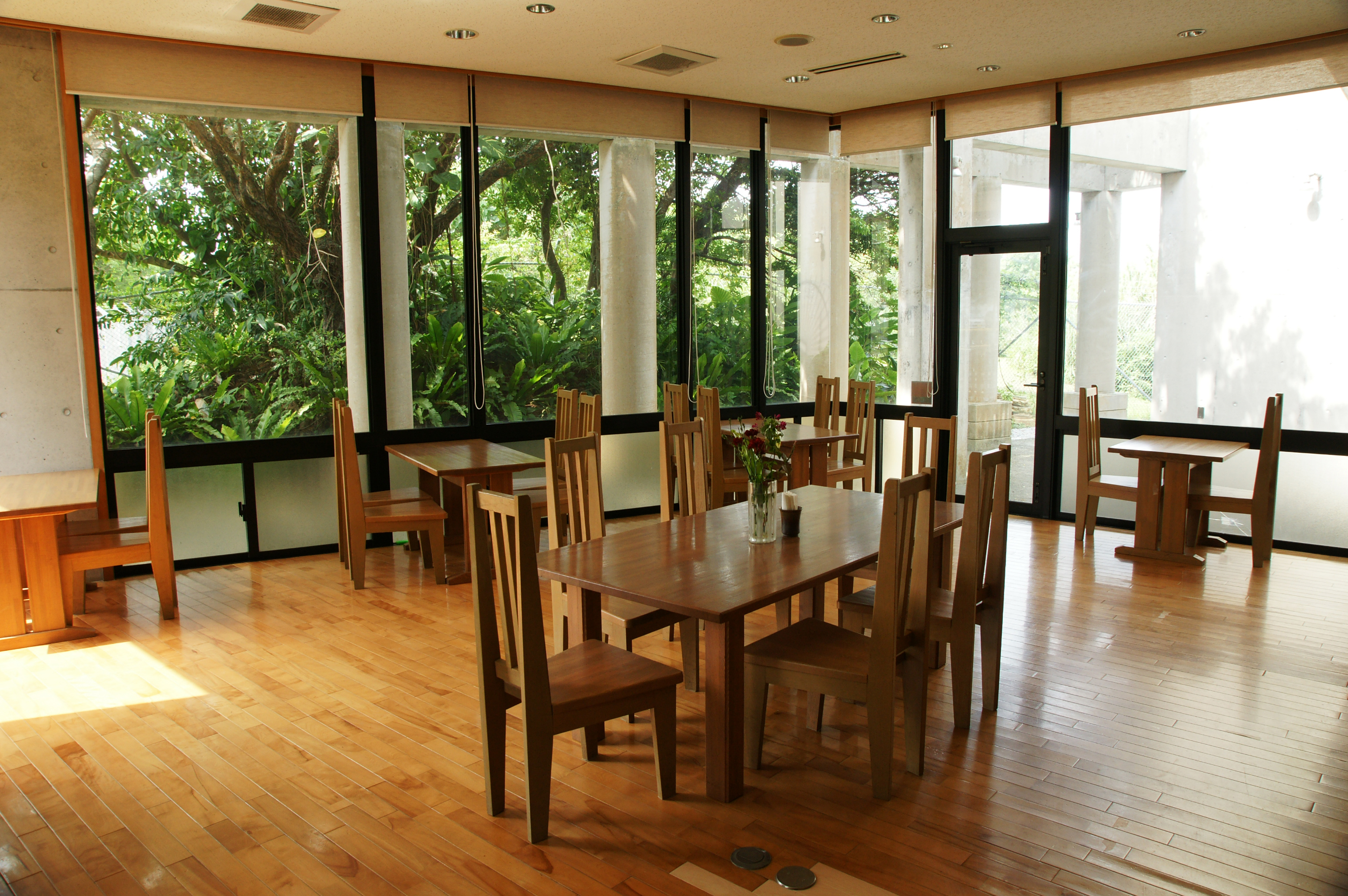
喫茶室
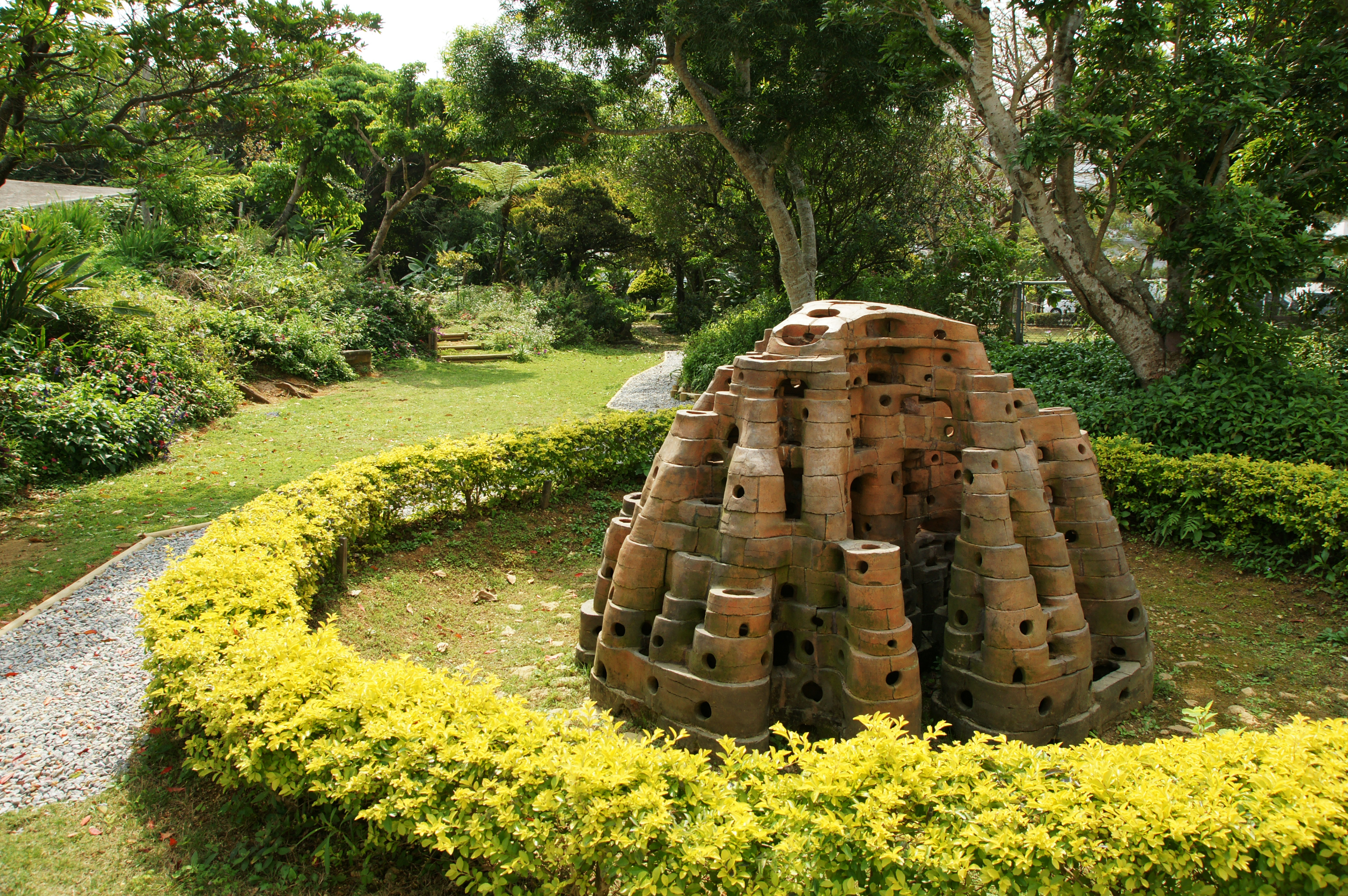
庭園
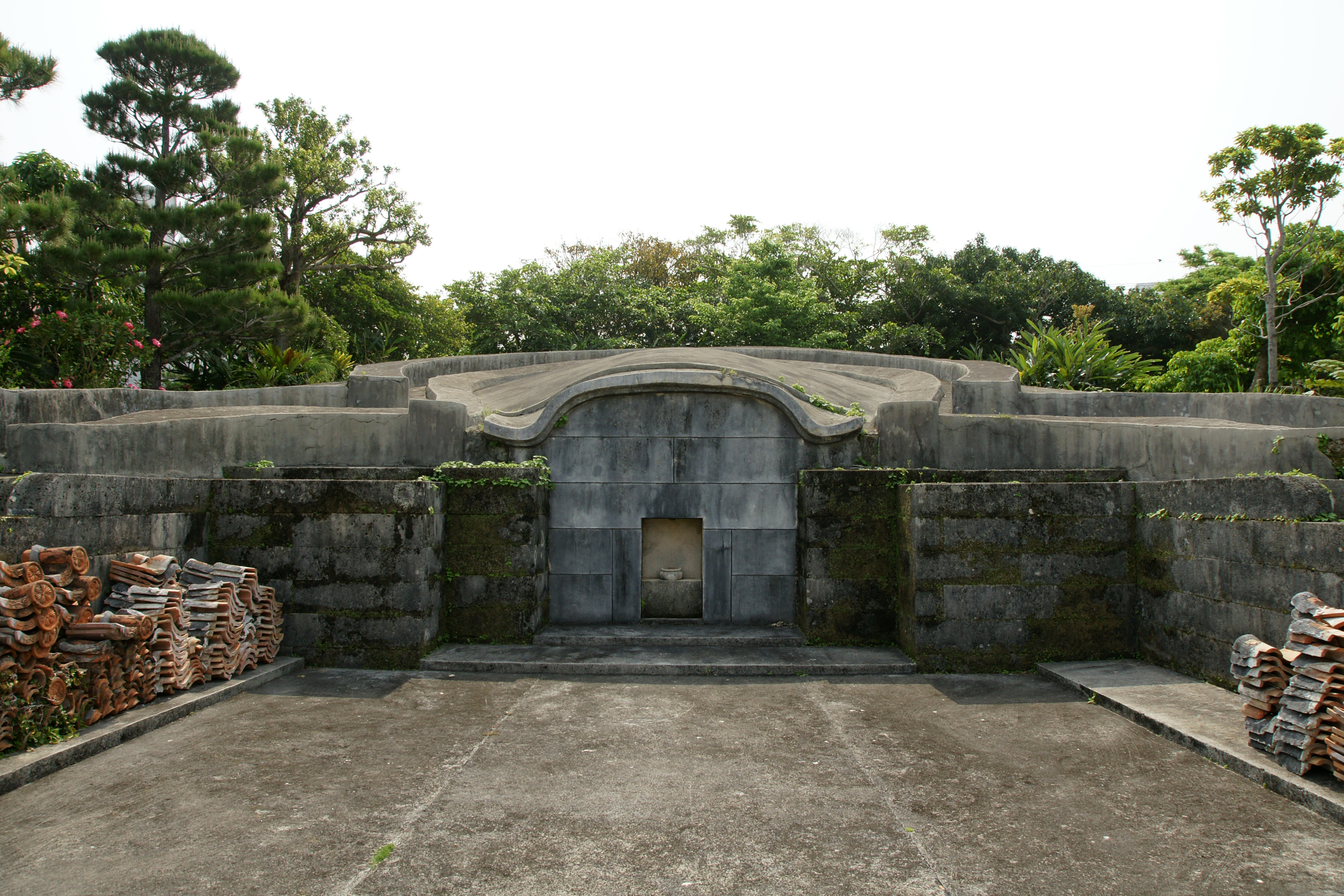
亀甲墓
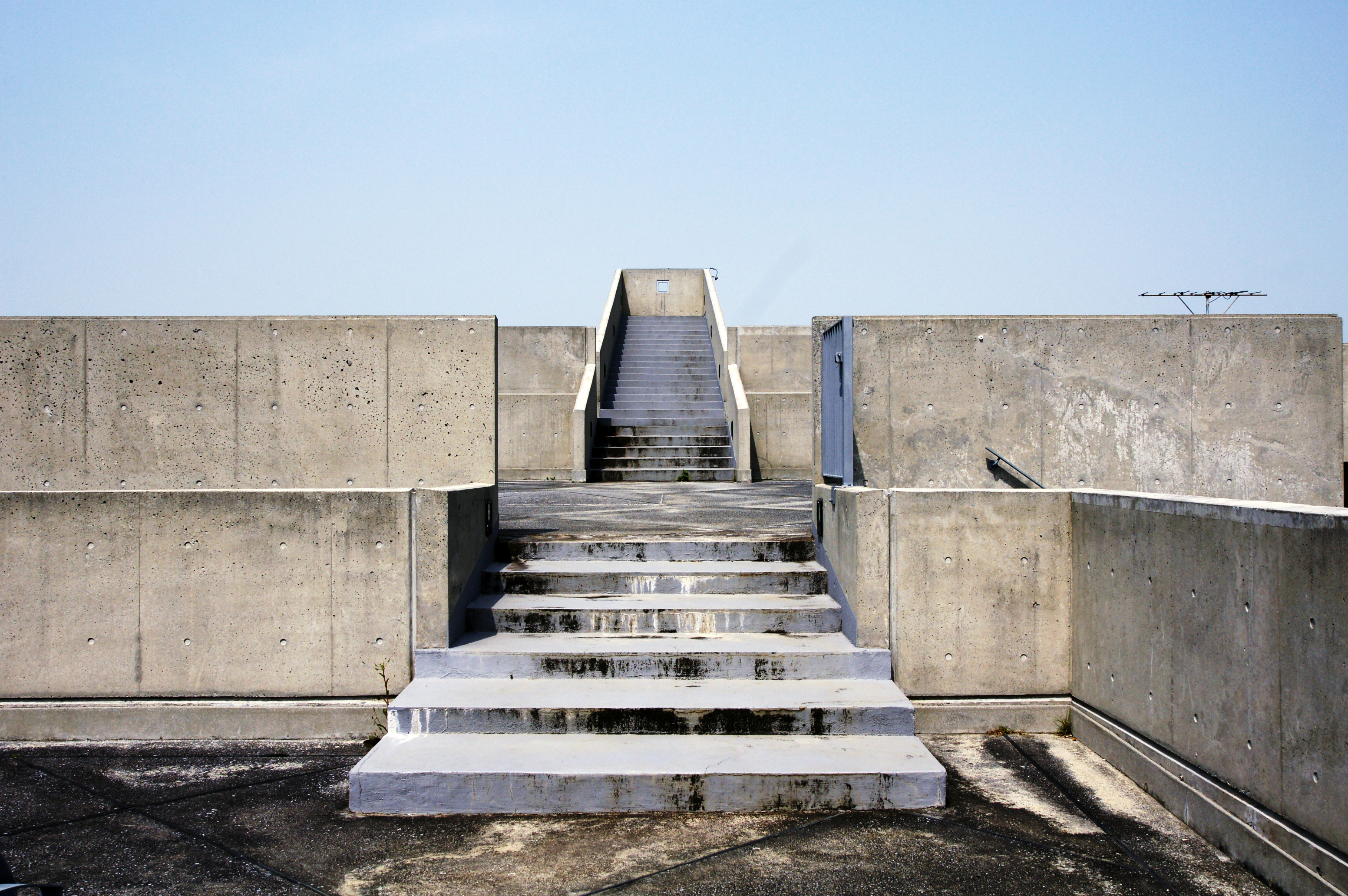
屋上の階段。慰霊の日にちなみ、下が6段・上が23段となっている
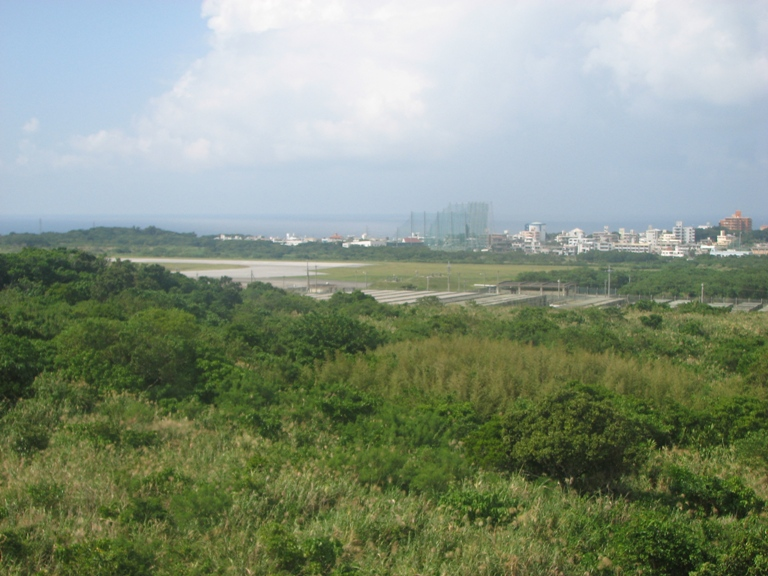
階段から普天間飛行場を臨む

## 館長
- 佐喜眞道夫（さきま・みちお）

民俗学者でもあり、裁判官を務めた佐喜眞興英の孫にあたる。
中頭郡北中城村の医師、花崎為康の次男。姓が異なるのは母方の姓(佐喜眞)を継承したため。

## 利用情報
- 開館時間 - 9:30～17:00
- 休館日 - 火曜日・年末年始
- 所在地 - 〒901-2204 沖縄県宜野湾市上原358（上原児童公園となり）

## 交通アクセス
- 「高速中城パーキングエリア」バス停 下車

徒歩やタクシーで1km。沖縄自動車道上のバス停。111番や113番、123番バスが那覇空港から（那覇バスターミナル横旭橋バス停からも乗車可）、127番バスが那覇バスターミナルから発車する。
- 「上原」バス停 下車

徒歩すぐ。国道330号上のバス停。90番バス（琉球バス交通）が、沖縄都市モノレール線の古島駅前から多発している。他に21番、25番（中城経由を除く）、27番、52番、58番、61番、80番、88番、110番、227番も利用できる。

## 周辺
- 上原児童公園
- 沖縄伝承話資料センター
- 森川公園
- 宜野湾海浜公園
  - 沖縄コンベンションセンター
- 宜野湾市立博物館
- 中城城跡
- 普天間飛行場
- キャンプ・フォスター
- 宜野湾市役所
- 浦添市美術館